# کادووب توراوسکی
کادووب توراوسکی (به لهستانی:  Kadłub Turawski) یک روستا در لهستان است که در گمینا توراوا واقع شده‌است.